# 伊泽尔 (科多尔省)
伊泽尔（法語：Izeure，法語發音：[izœʁ]）是法国科多尔省的一个市镇，位于该省东南部，属于第戎区。

## 地理
伊泽尔（47°10'12"N, 5°8'15"E）面积16.71 平方千米，位于法国勃艮第-弗朗什-孔泰大區科多尔省，该省份为法国中东部省份，北起奥布省，西接涅夫勒省和约讷省，南至索恩-卢瓦尔省，东南接汝拉省，东临上索恩省，东北部与上马恩省接壤。
与伊泽尔接壤的市镇（或旧市镇、城区）包括：索隆拉沙佩勒、圣尼古拉莱西托、艾斯雷、贝塞莱西托、科尔塞勒莱西托、隆日库尔昂普莱讷、努瓦龙苏热夫雷。

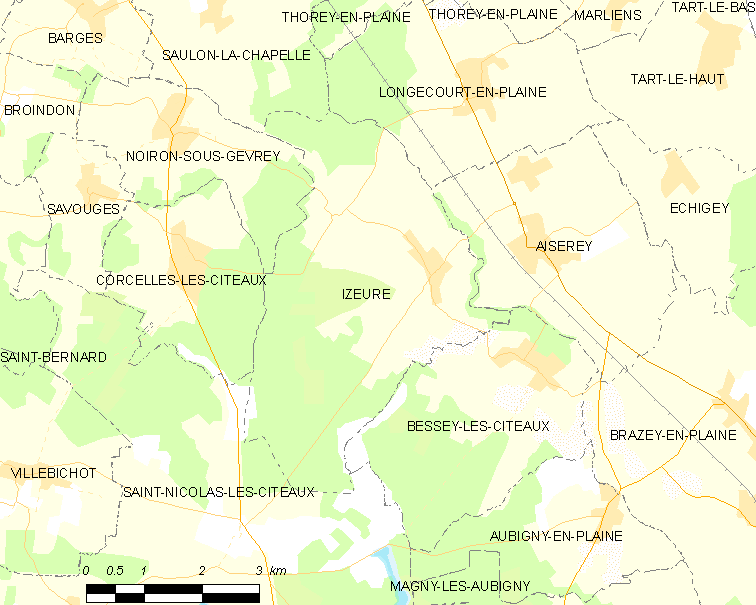
的OSM定位图

伊泽尔的时区为UTC+01:00、UTC+02:00（夏令时）。

## 行政
伊泽尔的邮政编码为21110，INSEE市镇编码为21319。

## 政治
伊泽尔所属的省级选区为让利斯县。

## 人口

1962-2008年间人口变化图示

伊泽尔于2022年1月1日时的人口数量为907人。